# Albrecht Mannschreck
Albrecht Mannschreck (* 11. Juni 1934 in Karlsruhe; † 14. März 2023 in Schwandorf) war ein deutscher Chemiker, der auf dem Gebiet der Spektroskopie und Chromatografie arbeitete.

## Leben
Albrecht Mannschreck studierte von 1953 bis 1958 Chemie an den Universitäten Tübingen und Heidelberg.
Von 1959 bis 1962 promovierte er bei Professor Heinz A. Staab, Universität Heidelberg über die Themen „Protonenresonanz-Untersuchungen an Imidazol und N-Acyl-Imidazolen“ und „Darstellung von Carbonsäureestern aus N-Acyl-Imidazolen und Alkoholen“.
Von 1961 bis 1971 war er als Wissenschaftlicher Assistent und Akademischer Rat ordentliches Mitglied des Organisch-Chemischen Instituts der Universität Heidelberg, verantwortlich für den Fachbereich Kernspinresonanzspektroskopie. Sein Nachfolger war 1972 Horst Friebolin.
1967 habilitierte er sich an der Universität Heidelberg mit dem Thema „Trennung von Rotationsisomeren und Kinetik der inneren Rotation: Untersuchungen an Carbonsäureamiden, Thiocarbonsäureamiden, Enaminen und Nitrosaminen mit Hilfe der magnetischen Protonenresonanz“.
1971 wurde er an das Institut für Organische Chemie der Universität Regensburg zu grundlegenden Vorlesungen über Organische Chemie berufen. Außerdem wurde die Abteilung für Kernspinresonanzspektroskopie (NMR-Spektroskopie) als Zentrale Einrichtung des Instituts unter seiner Leitung aufgebaut und zu intensiven Forschungen eingesetzt.
1980 und 1986 bis 1989 gab er jährlich an Türkischen Universitäten einwöchige Vorlesungsreihen.
1982, 1984 und 1996 gab er jährlich an Französischen Universitäten ein- oder zweiwöchige Vorlesungsreihen über seine Fachbereiche.
1988 bis 1990 beteiligte er sich an dem Deutschen Forschungsprojekt „Experimental Cancer Chemotherapy“, einem Sonderforschungsbereich der Deutschen Forschungsgemeinschaft.
1997 bis 1999 beteiligte er sich an dem Europäischen TEMPUS-Projekt „Chiral-Chemistry“ an der Comenius-Universität Bratislava, Slowakische Republik.
1999 Emeritierung an der Universität Regensburg.
Ab 2000 war er Gastdozent der Stiftungsinitiative Johann Gottfried Herder (siehe Druckschrift und ) für jeweils ein Semester an der Comenius-Universität Bratislava, Slowakische Republik und an der Masaryk-Universität Brünn, Tschechische Republik. Er hielt dabei Vorlesungen über Stereochemie und Chiralität.

## Veröffentlichungen
- Veröffentlichungen von A. Mannschreck an der Universität Regensburg
- Albrecht Mannschreck's research while affiliated with Universität Regensburg and other places
- Bestände von Albrecht Mannschreck im Katalog der Deutschen Nationalbibliothek
- Research Guide: 20 publications Albrecht Mannschreck
- Wiley Online Library: 91 results for „Mannschreck Albrecht“ in Contributors

## Druckschriften
- Mitteilungsblatt der Fachgruppe Magnetische Resonanzspektroskopie (MARS) der Gesellschaft Deutscher Chemiker, Juni 2009 (28/2009), Seite 2: Prof. Albrecht Mannschreck 75 (PDF; 0,8 MB), auf gdch.de, abgerufen am 4. Mai 2024.
- Deutscher Akademischer Austauschdienst (DAAD): Die Stiftungsinitiative Johann Gottfried Herder., PDF-Datei auf https://www.uni-hohenheim.de/uploads/media/Herderflyer_2Seiten_FINAL.pdf, abgerufen am 4. Mai 2024.

## Information
Die Inhalte des Wikipedia-Artikels „Albrecht Mannschreck“ sind überwiegend dem Dokument „Curriculum vitae Prof. Dr. A. Mannschreck“ entnommen, das dem Verfasser des Artikels am 15. August 2007 von Albrecht Mannschreck übergeben wurde.
| Personendaten    | Personendaten         |
| ---------------- | --------------------- |
| NAME             | Mannschreck, Albrecht |
| KURZBESCHREIBUNG | deutscher Chemiker    |
| GEBURTSDATUM     | 11. Juni 1934         |
| GEBURTSORT       | Karlsruhe             |
| STERBEDATUM      | 14. März 2023         |
| STERBEORT        | Schwandorf            |